# 2000年電子遊戲界

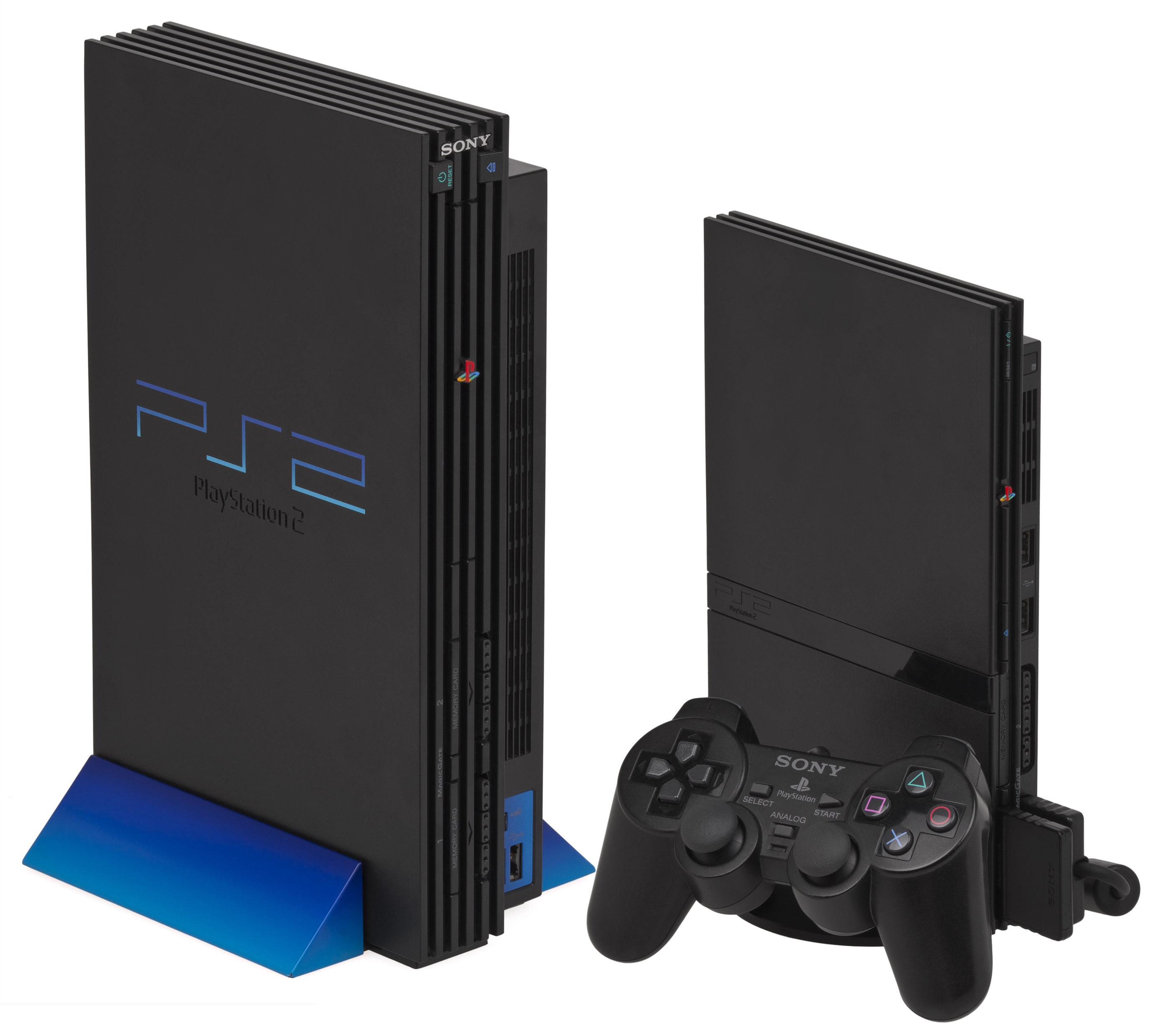
图为索尼公司于2000年3月4日发售的PlayStation 2家用游戏机。

2000年电子游戏界的重要事件，详情请参考电子游戏历史。

## 事件
- 5月11日－13日 — 第六屆年度E3（電子娛樂展覽）；第三屆遊戲評論家獎頒給E³最佳遊戲。
- 6月26日 — 電腦遊戲開發者協會更名為國際遊戲開發者協會。
- 7月 - IEMA（互動媒體商協會）舉辦首屆執行官高峰會。
- 路透社報導索尼PlayStation 2家用機將由日本商務省管制輸出，因為PS2已複雜到足以勝任軍事用途。
- NPD集團報導在美國諸多第三方電子遊戲出版商中艺电排行第一，勝過Infogrames娛樂SA。
- 互動藝術與科學協會（AIAS）舉辦第三屆年度互動成就獎舉辦第三屆年度互動成就獎；史克威尔艾尼克斯的坂口博信被選入AIAS名人堂。
- BAFTA（英國電影和電視藝術學院）舉辦第三屆年度BAFTA互動娛樂獎表彰多媒體科技；電子遊戲得到20個獎項中的7個。獎勵大卫·鲍伊在PC遊戲惡靈都市：奇異新世界（Omikron: The Nomad Soul）上的貢獻。
- Game Network舉辦第二屆年度獨立遊戲節 (Independent Games Festival, IGF)。
- 任天堂賣出其第一億台Game Boy掌機。
- 世嘉旗下線上家用機遊戲網路SegaNet開張：
  - 第一屆年度世嘉Dreamcast錦標賽（音速小子大冒險電子遊戲作為主打）。

## 硬體
- 日本萬代的WonderSwan掌機
- 世嘉的NAOMI 2大台電動系統
- 索尼的PlayStation 2 (PS2) 家用機
- Toymax的Activision TV Games控制機／家用機

## 商情
- 艺电收購夢工廠互動公司（梦工厂的遊戲支部）。
- 英寶格收購孩之寶互動（包括Game.com支部與Atari商標使用權）；英寶格亦收購了Paradigm Entertainment有限公司。
- 微軟收購Bungie軟體產品公司。
- nVidia收購3Dfx互動有限公司。
- 索尼收購Verant Interactive，Inc.
- Looking Glass Studios歇業
- THQ收購Volition
- 育碧软件收購Red Storm Entertainment。
- SNK北美部門歇業
- Sega Rosso更名（前身為世嘉AM5團隊）
- Smilebit創立（前身為世嘉AM6研發部門）
- 雪人互動創立
- 美泰兒將其Learning Co.賣給Gores技術集團
- 所有世嘉內部顧客研發部門轉變成個別的遊戲開發全資子公司。
- Midway / Williams宣布終止使用Atari遊戲商標
- 電訊盈科收購Jaleco，並更名為PCCW Japan。

### 訴訟
- 美國任天堂、美國世嘉和藝電訴雅虎。該訴訟有關於控制著作權剽竊不彰，以及從雅虎拍賣上仿冒的電子遊戲產品中獲利。該訴訟於2001年完全撤銷以便協助對抗著作權剽竊。
- 在接獲關於玩瑪利歐派對（N64）某些特定關卡時造成的眾多手部受傷的報告後，任天堂從超過百萬兒童收回超過8億總值的問題手柄。

### 知名發行
| 電子遊戲平臺 |
| ------------ |

| DC  | Dreamcast      |
| GBC | Game Boy Color |

| N64 | 任天堂64    |
| PS1 | PlayStation |

| PS2 | PlayStation 2     |
| Win | Microsoft Windows |

| DC  | Dreamcast      |
| GBC | Game Boy Color |

| N64 | 任天堂64    |
| PS1 | PlayStation |

| PS2 | PlayStation 2     |
| Win | Microsoft Windows |

北美發售日：
- 1月31日－模拟人生（PC）
- 2月29日－Dead or Alive 2（DC）
- 2月29日－生化危機：聖女密碼（DC）
- 3月31日－無盡的任務：庫奈克的遺跡（PC）
- 5月15日－放浪冒险谭（PS）
- 5月22日－完美黑暗（N64）
- 6月1日－進化大作戰（PC）
- 6月13日－幕府將軍：全面戰爭（PC）
- 6月25日－Deus Ex（PC）
- 6月29日－暗黑破壞神II（PC）
- 6月29日－冰風之谷（PC）
- 6月30日－萬艦齊發：地動天驚（PC）
- 7月7日－最終幻想IX（Japan）（PS）
- 8月16日－超時空之鑰2（PS）
- 8月24日－世紀帝國II：征服者入侵（PC）
- 8月26日－勇者鬥惡龍VII（Japan）（PS）
- 8月27日－模擬市民：美麗人生（PC）
- 9月19日－托尼·霍克職業滑板2（PS）
- 9月24日－博德之门II：安姆的阴影（PC）
- 9月30日－夢幻遊樂園（PC）
- 10月15日－神奇寶貝 金·銀（Game Boy Color）
- 10月21日－命令与征服：红色警戒2（PC）
- 10月25日－死或生2: Hardcore（PS2）
- 10月26日－薩爾達傳說：穆修拉的假面（N64）
- 10月26日－鐵拳黑暗錦標賽（PS2）
- 11月8日－反恐精英（PC零售版）
- 11月8日－猴島小英雄4：逃出猴島（PC）
- 11月9日－無人永生（PC）
- 11月13日－決戰（PS2）
- 11月13日－永恆的阿卡迪亞（DC）
- 11月14日－最終幻想IX（North America）（PS）
- 11月16日－犧牲（PC）
- 11月16日－無盡的旅程（PC）
- 11月20日－阿邦阿卡大冒險2（N64）
- 11月23日－機甲爭霸戰4：復仇之戰（PC）
- 12月4日－無盡的任務：薇洛絲的傷痕（PC）
- 12月6日－Grandia II（DC）